# Iragua diversa
Iragua diversa är en insektsart som beskrevs av Victor Antoine Signoret 1855. Iragua diversa ingår i släktet Iragua och familjen dvärgstritar. Inga underarter finns listade i Catalogue of Life.